# Koui (République centrafricaine)
Pour les articles homonymes, voir Koui.
Koui, anciennement De Gaulle est une localité située au nord-ouest de la République centrafricaine, dans la préfecture de Ouham-Pendé dont elle constitue le chef-lieu de l'une des six sous-préfectures.

## Géographie
La commune de Koui frontalière du Cameroun, se trouve à l’ouest de Bocaranga. Elle est limitée à l'est par le Ngou affluent de la rivière Mbéré qui forme la frontière avec le Cameroun. 
|             | Mbili          | Kodi      |
| Djohong     | Koui           | Bocaranga |
| Niem-Yéléwa | Herman-Brousse |           |

## Histoire
Après la mort du général de Gaulle, le Président Bokassa rebaptise la localité située sur la rivière Koui, en hommage au Président français.
Le poste de contrôle administratif de Koui est érigé en sous-préfecture à partir du 21 septembre 1981 par démembrement de la sous-préfecture de Bocaranga.

## Administration
La commune de Koui, est l’unique commune de la sous-préfecture. Elle constitue l’une des sept communes d’élevage de la République centrafricaine, créée dans le but de donner une assise territoriale et foncière aux pasteurs  Peuls Mbororo. Le maire de la commune d’élevage de Koui étend son influence sur les éleveurs des préfectures de l’Ouham-Pendé et de l’Ouham.

## Villages
Les villages principaux sont : Mbossarou, Koui, Sangolodoro et Ngeng-Nzeung.
La commune compte 114 villages en zone rurale recensés en 2003 : 5Km, Alache, Ardo-Djobdi, Badi, Bakoussa, Bang, Banon-Yerimon, Baria, Belaka, Belke, Bere, Bezere 2, Bi, Bita 2, Boboye, Bocaranga-Koui, Bogang 6, Bogang 6, Bogang Carrefour, Bogang-Mere, Bomango, Bomari 2, Bonawala, Boraguel, Bossabina 2, Bossabina-Sokorta, Bossarou, Bouzou 2, Bowai 2, Boyaye-Baria, Boyay-Koubili, Boyay-Wantounou, Boyaywantounou 2, Bozockwe-Bomaki 1, Bozokwe Biri, Degaule-Chic, Dewa 1, Dock, Dole, Douknoumon, Doza, Doza-Wahorou, Edem, Foulbere, Gassol-Zoda, Gbabiri-Boyaye, Gbabiri-Mbartoua, Gbabiri-Mbindao, Gbafou, Gbenou, Gbozockwe-Wosso, Goedi-Koui, Goidi 1, Goidi 2, Gombou, Gounzai, Iyazabo 1, Iyazabo 2, Iyazabo 3, Jean 0, Basse, Kare, Kayala, Kayang, Kazanga, Kella-Moelle 1, Kella-Moelle 2, Kella-Moelle 3, Kpetene, Kpokwane, La Douane, Lamourde, Lima, Makounzi-Wali, Mbella, Mbodala, Mboneguene, Mboussara, Méré, Moinam, Momaye, Moum-Di, Ngore, Ngueng-Nzeung, Nzakoundou, Pana, Pana 1, Pana 2, Patasse, Piti, Populaire, Saah 1, Saah 2, Safou, Sangoldoro, Sanguere 3 Mbororo,  Sanguere 3 Musulman, Sanguere-Bombaye, Sanguere-Lim, Segdou, Tassi, Tigoun, Toro, Toubanco 3, Toubanko 1, Toubanko 2, Wantiguira, Wantiguira 1, Wantiguira , waourou- liringuel,Musulman, Yazi, Youma 1, Youma 2, Youma 3, Youwélé,  Zoguel.